# US Pontedera 1912
US Pontedera 1912 is een Italiaanse voetbalclub uit Pontedera die in de Serie C speelt. De club werd opgericht in 1912. De officiële clubkleur is donkerrood.

## Bekende (oud-)spelers
- Alfredo Aglietti

## Bekende (oud-)trainers
- Marcello Lippi